# 國家生技研究園區
國家生技研究園區又稱為南港國家生技園區，是中華民國的國家型研究園區，2018年10月15日開幕，位於台北市南港區202兵工廠原址，是中華民國第一個跨部會組成的生技新藥疫苗研發園區，參與機關包括中央研究院、國科會、經濟部與衛生福利部，總計投入新台幣兩百億元打造。其建構思維是以「轉譯醫學」與「生技製藥」為發展主力，建立國家生技研究園區個基礎研究的基地後，再將研究成果交由周邊園區進行產品開發及量產。 國家生技研究園區是由政府帶頭投入更多資源的實驗場域，並期望藉此輔導及吸引民間投資，以擴大台灣生物科技產業規模、提升產值及提高附加價值。 未來將串聯新竹生醫園區形成台北到新竹間的台灣生技產業研發走廊。

## 進駐機構
- 中央研究院生醫轉譯研究中心
- 生物技術開發中心
- 食品藥物管理署
- 國家實驗研究院國家實驗動物中心

## 生態爭議
在國家生技研究園區籌設時，由於開發案現址原本具有豐富的原始沼澤生態，台灣作家張曉風曾於2010年投書《聯合報》，並公開下跪，呼籲馬英九政府不應將國家生技研究園區設置於早已缺乏素地的台北市。
2011年6月10日，行政院環境保護署環境影響評估大會有條件通過國家生技研究園區開發案，附帶條件包括：中央研究院應於園區營運前提交生技研發產業汙水下水納管標準及篩檢；園區建築物應至少取得5項指標的銀級綠建築標章；園區人工濕地復育區、生態保留區，應取得環境教育設施、場所認證，並提供民眾作環境教育之用；園區規劃恢復三重埤舊貌，應持續維持濕地生態及滯洪調節功能等。中央研究院院長翁啟惠於環評大會強調，國家生技研究園區開發案可開發面積僅9.6公頃，其餘土地多用於生態保留區與濕地復育。
2018年10月15日國家生技研究園區開幕典禮，張曉風身穿黑衣、手拿「悲悼」布條，抗議中央研究院未做到生態保護的承諾；例如國家生技研究園區原本有很多白鼻心，園區土地由國防部管理時期有時會有流浪狗咬死牠們、但牠們還不至於全部消失，園區土地改由中研院管理後牠們卻都不見了。2018年10月，台灣原生植物保育協會常務監事兼國家生技研究園區環境保護監督委員會委員陳世揚向《聯合報》投訴，國家生技研究園區到處充斥外來種，福壽螺吃掉原生植物，施工單位更將稀少的多花鴨舌草當成外來種整個拔除。陳世揚說，國家生技研究園區開發案環境影響評估是因中央研究院保證「生態先行」才有條件通過，中研院未履行監督之責，國家生技研究園區環境保護監督委員會委員給的建議有如狗吠火車。《聯合報》記者實地走訪國家生技研究園區濕地，明顯可見外來種小花蔓澤蘭、巴拉草、吳氏雀稗、翼莖水丁香、翼莖闊苞菊、粉黃櫻絨花、紫花藿香薊，更有四處遭白繩圍起的紅火蟻丘；現場承包商指出，生態池裡更有無數螯蝦、吳郭魚、福壽螺。2018年10月13日，中研院總務處處長范毅軍帶記者實地走訪國家生技研究園區生態池，承認兩星期前他與另一學者共同發現紅火蟻丘，已通報行政院農業委員會並做初步防治；但國家生技研究園區從規劃至今風風雨雨，歷經各方努力才開幕，陳世揚的指控並不公平。
2018年10月14日，中央研究院發布新聞稿，指兩星期前才發現國家生技研究園區紅火蟻丘，已通報農委會並做初步防治；並指台灣沒有什麼地方沒有外來種，而且國家生技研究園區並非國家生態園區，不應該將國家生態園區標準用在國家生技研究園區，「外來種天堂」指控對中研院並不公平。范毅軍說，國家生技研究園區環境保護監督委員會歷次會議，中研院都有向委員報告外來種清除進度，中研院會接受委員的意見並改進，「比起開發之前，生態的改善太多了」。2018年10月15日，行政院農業委員會動植物防疫檢疫局副局長鄒慧娟表示，通報紀錄顯示防檢局本日才收到中研院針對國家生技研究園區紅火蟻相關通報，防檢局已預定本月17日與國家紅火蟻防治中心前往國家生技研究園區勘查並決定如何處置；針對外界批評國家生技研究園區外來種眾多，如果中研院有需求，防檢局會提供相關建議及協助。

## 外部連結
- 國家生技研究園區
- 國家生技研究園區聯合會設置要點 （页面存档备份，存于）